# Евразийство
Евразийството или Евроазийството (на руски: евразийство) е философско и политическо движение, получило името си в резултат на ред особени обстоятелства, свързани с историята на Евразия. Евразийското движение процъфтява в средите на руската белогвардейска емиграция през 20-те и 30-те години на 20 век.
След краха на Съветския съюз, търпи ново прераждане. Идеята за евразийството винаги се е поддържала от интелектуалния елит на имперска Русия.
Евразийството е идеологическа, геополитическа, историческа и културна конструкция, която придава на Русия „специфична етнографска среда“ в света, тъй като Русия в историко-културен план заема централна позиция между Европа и Азия.
Поддръжник на евразийството като концепция в началото на XX век е основоположникът на германската геополитическа школа Карл Хаусхофер, който се явява своеобразен ментор на първите двама мъже в НСДАП – Адолф Хитлер и Рудолф Хес.

## История

### Възникване
Евразийството възниква в началото на 20 век сред Бялата емиграция – хора, емигрирали от Русия по време на Октомврийската революция (1917) и Гражданската война в Русия (1918 – 1922). Движението изразява идеята, че руската цивилизация е различна и не принадлежи към европейската (донякъде заимстване на славянофилските идеи на Константин Леонтиев) и че Октомврийската революция на болшевиките е необходима реакция на бързото модернизиране на руското общество. Привържениците на евразийството вярват, че съветският режим е в състояние да еволюира с ново национално, а не европейско и православно християнско управление.
Движението критикува анти-болшевишките дейности на организации като РОВС, вярвайки, че енергията на емигрантската общност ще е по-добре да бъде насочена към подготовката на този процес на еволюция. На свой ред, техните противници сред емигрантите твърдят, че евразийците правят компромис и дори подкрепят съветския режим, оправдавайки неговите безмилостни политики (например-преследването на Руската православна църква) просто като „преходни проблеми“, които са неизбежен резултат на революционния процес.
Основни лидери на движението са княз Николай Трубецкой, П.Н. Савицки, Д.С. Мирски, П. Арапов, С. Ефрон. Философът Георгий Флоровски първоначално е привърженик, но после се отдръпва от организацията, която според него „повдига правилните въпроси“, но „дава грешни отговори“. Значително влияние на доктрината на евразийството може да се намери в книгата на Николай Бердяев „Извори и смисъл на руския комунизъм“.
Няколко други организации, близки до идеологията на евразийството се появяват сред емигрантската общност по същото време. Например про-монархистката „Младите руснаци“ и „Сменовеховството“.
Няколко члена на движението са били засегнати от съветската операция ТРЕСТ, по време на която се организира фалшива среща на евразийци в Русия през 1926 година, на която присъства лидерът П.Н. Савицки. Разкриването на ТРЕСТ като съветска провокация предизвиква сериозен удар върху духа на членовете на организацията и дискредитира обществения им имидж. До 1929 г. евразийството спира да бъде популярно сред руската емигрантска общност.

#### Развитие
Идеологията на движението е частично включена в едно ново движение със същото име, след разпадането на Съветския съюз, когато Александър Дугин основава Евразийската партия. В книгата „Проектът Евразия“ той излага идеите си, които включват икономическа стратегия за развитие на страната, която съчетава пазарните методи на малкия и среден бизнес и държавното регулиране в отраслите. Дугин също така смята, че след разпадането на двуполюсния свят, започва да властва „американоцентризмът“, което прави за отделните страни и нации все по-трудно да запазват своите национални идентичности и културно-исторически характеристики. Теоретичната база и специфичният социален модел на социокултурно развитие, които предлага евразийството, го правят популярно и сред държавите членки на ОНД.
Също така съществуват Международно евразийско движение и Евразийска икономическа общност.

## Нео-евразийство
Виж също: Основите на геополитиката
Нео-евразийството е руска мисловна школа, популяризирана през годините, довели до и след разпадането на Съветския съюз, която вярва, че Русия е културно по-близо до Азия, отколкото до Западна Европа. Школата се вдъхновява от евразийското движение през 1920 и най-вече от княз Н.С. Трубецкой и П.Н. Савитски. Лев Гумильов, който често е споменаван като основател на нео-евразийството, е цитиран да казва, че сам е „последният от евразийците“.
Има базисни различия в работата на Гумильов и оригиналните евразиийци. 2 Работата на Гумильов е противоречива в научната си методология. Във всеки случай Гумильов е източник на вдъхновение за нео-евразийските автори, най-известен сред които е Александър Дугин.
Приносът на Гумильов е в заключението, което той прави, след като прилага своята теория за етногенезиса: че Монголската окупация 1240 – 1480, известна още като „монголското иго“, е защитила зараждащия се руски етнос от агресивен съсед на Запада, позволявайки му да спечели време, за да се формира стабилно и да постигне зрелост. Идеята за Евразийството контрастира с тази на Константин Леонтиев за византинизма. И двете теории отхвърлят Запада, но византинизмът се идентифицира с Византийската империя, а не с племенната култура от Централна Азия.

## Влияние на евразийството извън Русия
От края на 90-те години на 20 век евразийството набира последователи в Турция сред националистическите кръгове. Най-видната фигура, която се свързва с Дугин, е Doğu Perinçek, лидер на Работническата партия в Турция. Някои анализатори на модерната турска политика смятат, че ултра-националистическият елит, който е свързан с членове на турската армия, има тесни идеологически и политически връзки в евразийското движение.
Най-изчерпателната евразийска геополитическа теория в Турция е тази на Рамазан Озей, който е професор в Университета Мармара. В труда си „Теория за централно господство на Турция“ Озей излага основните елементи на неговата концепция. Те могат да се обобщят така – Анатолия е „Крепост на света“ и фактът, че тя е в територията на Турция, ѝ дава възможност да поеме контрол над районите от „Вътрешния кръг“ – Балканите и Евразия. Така авторът обяснява и оправдава турското господство на Балканите и Евразия – като естествен резултат от географията на страната. Също така той го възприема не като самоцел, а метод за постигане на световно господство. Според Озей Турция ще владее света, рано или късно. 3